# 全志秀
全志秀（谚文：전지수，朝鲜汉字：全志秀）（1985年12月13日—），是韩国女子短道速滑运动员。她是2005年世界少年短道速滑锦标赛全能亚军。

## 职业生涯
2011年冬季世界大学生运动会中，全志秀获得3000米接力金牌。

## 资料来源
- 2011年冬季世界大学生运动会短道速滑比赛新闻报道(韩文)（页面存档备份，存于）
- 全志秀-国际滑冰联盟（ISU）